# Małgorzata Sikorska-Miszczuk
Małgorzata Sikorska-Miszczuk (n. 1964) este o dramaturgă și scenaristă poloneză. Și-a făcut studiile la Facultatea de Jurnalism și Științe Politice, Facultatea Gender Studies din cadrul Universității de la Varșovia. A participat de mai multe ori la atelierele "Arta Dialogului pe malul Wigry". Ca dramaturg a debutat în anul 2004 la Teatrul TR Varșovia cu piesa Psychoterapia dla psów i kobiet. Este autoarea următoarelor piese de teatru: Szajba, Śmierć Człowieka-Wiewiórki, Katarzyna Medycejska, Burmistrz, Walizka, Człowiek z Polski w czekoladzie, Zaginiona Czechosłowacja, Żelazna Kurtyna, Koniec świata, Madonna, Bruno Schulz: Mesjasz oraz Niezwykła podróż Pana Wieszaka (pentru copii), de asemenea, și scenarista filmului animat Tytus, Romek i A’Tomek wśród złodziei marzeń (2003). Comedia neagră Szajba (2006) a fost montată la Teatrul "Laboratorium Dramatu" din Varșovia în regia Anei Trojanowski. Piesele de teatru ale autoarei au fost traduse în limbile germană, engleză, franceză și română.